# Taivalkoski kraftverksdamm
Taivalkoski kraftverksdamm (Taivalkosken vl:n yläallas) är ett vattenmagasin i Kemi älv vid Taivalkoski vattenkraftverk i kommunen Keminmaa i landskapet Lappland i Finland. Sjön ligger 27 meter över havet. Arean är 5,2 kvadratkilometer och strandlinjen är 26,2 kilometer lång. Sjön  ingår i Kemi älvs huvudavrinningsområde.   Den ligger omkring 74 kilometer sydväst om Rovaniemi och omkring 640 kilometer norr om Helsingfors. 